# Cinq Heures quarante
Pour plus de détails, voir Fiche technique et Distribution.
Cinq Heures quarante (Öt óra 40) est un film hongrois réalisé par André de Toth, sorti en Hongrie le 12 septembre 1939.
Deuxième film d'André De Toth et premier thriller hongrois, où le réalisateur s’essaie à un nouveau genre : le polar. Ce genre n’était pas représenté à l’écran en Hongrie et la dimension criminelle était très modérée par des éléments comiques ou mélodramatiques.Comme pour Les Noces de Toprin, André de Toth s’est entouré de István Eiben en tant que directeur de la photo. Ce dernier lui a appris comment réaliser des plans marquant grâce à un cadrage techniquement et symboliquement parlant. Eiben étant engagé sur d'autres projets, ils ne se retrouveront que pour le dernier film de De Toth avant son exil : La vie du docteur Semmelweis. À la suite de ce film, De Toth sortit Deux filles dans la rue quelques semaines plus tard. Dans le cadre du festival Lumière de Lyon en octobre 2022, le film a été rediffusé dans la catégorie grands classiques sous le label "Lumière Classics".

## Synopsis
À Paris, Marion (Mária Tasnády Fekete) s'est séparée de son mari (Tivadar Uray) il y a peu. Cependant, ce dernier, un aventurier, continue d'exercer son influence sur elle. Elle demande alors l'aide de son ancien fiancé, le juge d'instruction Henri Tessier (Ferenc Kiss), qui enquête alors sur le meurtre d'une célèbre cantatrice. L'enquête mène vite vers le mari, également connu sous le nom de Bijou, qui nie en bloc les indices.

## Accueil critique
5 heures 40 remportera le prix du film le plus avant-gardiste à la Mostra de Venise, grâce à la photographie du film travaillée, aux plans recherchés et à un rythme soutenu. L’accueil du public du Lido et de la presse est très favorable : « Le meilleur film hongrois depuis de longues années. Les acteurs sont bons, la photo est au-dessus de la moyenne, Ferenc Kiss joue parfaitement le juge d’instruction amoureux. » (Variety, 27 décembre 1939) 

## Fiche technique
- Titre original : Öt óra 40
- Titre français : Cinq Heures quarante  ou  5 heures 40
- Réalisation : André de Toth
- Scénario : Szatmári Jenő (de) et József Babay (eo)
- Photographie : István Eiben
- Montage : Viktor Bánky (en)
- Musique : Szabolcs Fényes (en)
- Direction artistique : Marton Vincze (en)
- Pays d'origine : Hongrie
- Format : Noir et blanc - 1,37:1 - Mono
- Genre : drame
- Durée : 85 minutes
- Date de sortie : 1939

## Distribution
- Mária Tasnádi Fekete : Marion
- Margit Makay : Eleonora Taccani
- Ferenc Kiss : Henry Tessier
- Tivadar Uray : Robert Petrovich